# Залізнична лінія Рига-Даугавпілс

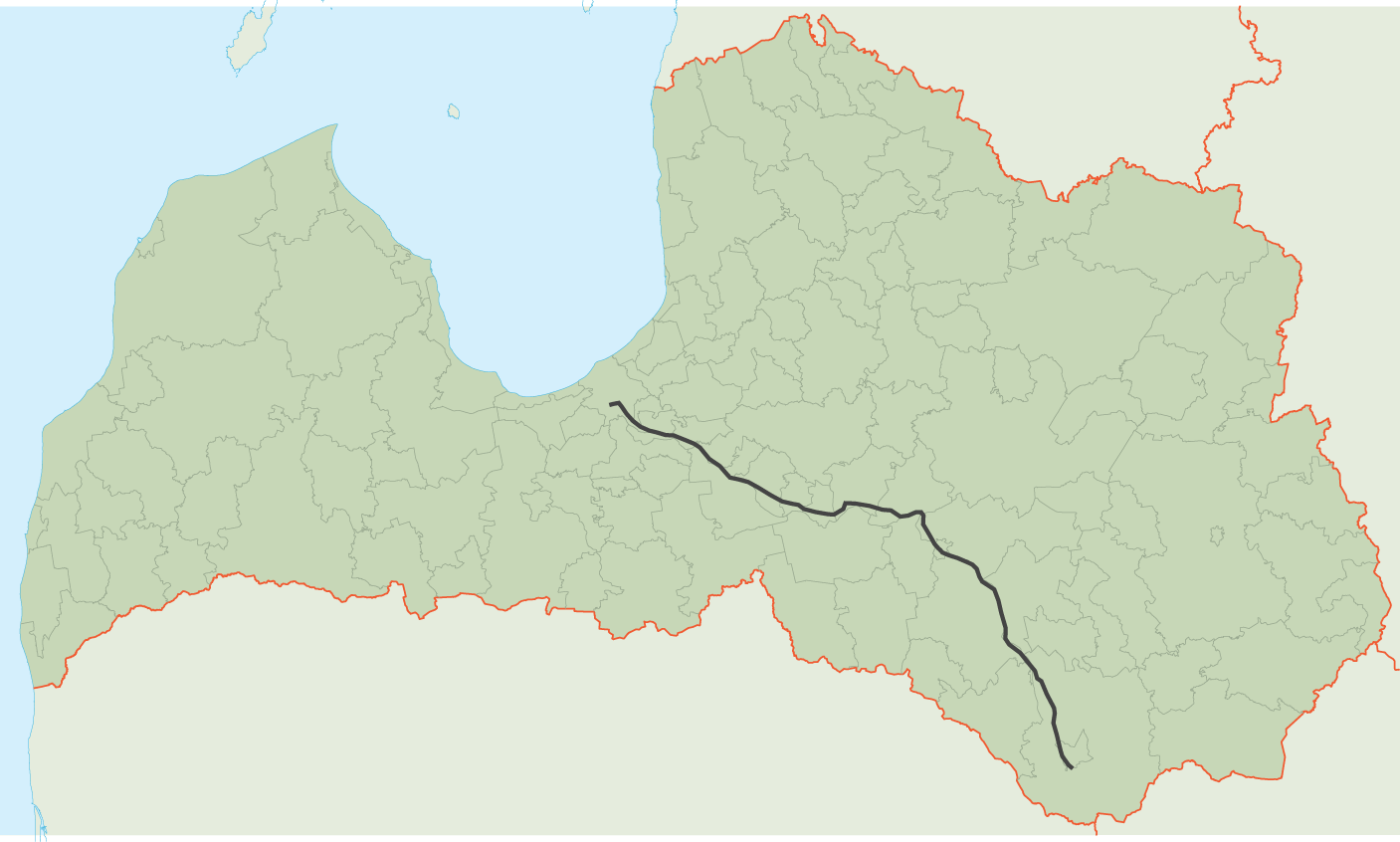
Залізнична лінія Рига-Даугавпілс

Залізнична лінія Рига — Даугавпілс — залізнична лінія в Латвії довжиною 218 кілометрів. Це одна з перших залізничних ліній в Латвії.
Сьогодні до її складу входять лінії Рига — Крустпілс та Крустпілс — Даугавпілс. Подорож з Риги до Даугавпілса дизель-поїздом займає від 3 годин 12 хвилин до 3 годин 33 хвилин (залежно від конкретного маршруту та напрямку руху), а експрес-дизель-поїздом — 2 години 45 хвилин. Дизель-поїзди маршрутів Рига — Даугавпілс, Рига — Краслава, Рига — Індра проїжджають лінію повністю, маршрутів Рига — Крустпілс, Рига — Резекне, Рига — Зилупе — на дільниці від Риги до Крустпілса, маршрутів Рига — Мадона, Рига — Гулбене — на дільниці від Риги до станції Плявіняс. Початкова дільниця лінії до Айзкраукле електрифікована, і електропоїзди курсують за маршрутами Рига — Огре, Рига — Ліелварде, Рига — Айзкраукле. Лінія інтенсивно використовується вантажними поїздами (наприклад, згідно з розкладом 2015/2016 року, у ризькому напрямку було заплановано 37 вантажних поїздів на день, у напрямку Плавіняс — Шкіротава — 33, у напрямку Крустпілса на ділянці Даугавпілс — Крустпілс — 38, у напрямку Даугавпілса — 37). Ділянка Рига — Крустпілс має дві колії, на решті лінії — одну колію.

## Історія
Побудована в 1858-1861 роках як Риго-Двінська залізниця, рух відкрито 1861 року. Лінія з'єднала Ригу з Петербурзько-Варшавською залізницею.
20 липня 1959 року було електрифіковано ділянку Рига-Огре, того ж року контактну підвіску подовжили до Парогре, 1968 року — до Юмправи, і 1972 року — до Айзкраукле. На початку 1990-х років на ділянках Лієлварде-Кайбала і Юмправа-Дендрарій прокладено другу рейкову колію. До 1990 року кілометраж на ділянці Рига-Крустпілс відраховувався від Москви.
У вересні 2011 року розпочалося будівництво другої колії на ділянці Скривері-Крустпілс. Під час проекту на ділянці Скривері-Крустпілс також було реконструйовано та модернізовано існуючу інфраструктуру (станції та їхні будівлі, переїзди, платформи, мости та водопропускні труби, системи сигналізації, телекомунікації та електропостачання). Будівельні роботи були повністю завершені, і друга колія була повністю введена в експлуатацію 18 грудня 2014 року, а офіційне відкриття відбулося на станції Айзкраукле 4 лютого 2015 року.
Станом на 2024 рік тривають роботи з благоустрою інфраструктури у зв'язку із закупівлями нових електричок.

## Станції, зупинки та маршрутні точки
1. Rīga
2. Vagonu parks
3. Jāņavārti
4. Daugmale
5. Šķirotava
6. Gaisma
7. Rumbula
8. Dārziņi
9. Dole
10. Salaspils
11. Saulkalne
12. Ikšķile
13. Jaunogre
14. Ogre
15. Pārogre
16. Ciemupe
17. Ķegums
18. Lielvārde
19. Kaibala
20. Jumprava
21. Skrīveri
22. Muldakmens
23. Aizkraukle
24. Koknese
25. Alotene
26. Pļaviņas
27. Krustpils
28. Asote
29. Trepe
30. Līvāni
31. Jersika
32. Sergunta
33. Nīcgale
34. Vabole
35. Līksna
36. 383. kilometrs
37. 387. kilometrs
38. Daugavpils